# Alex Fernandez (acteur)
Alex Fernandez (Miami, 22 juli 1967) is een Amerikaans acteur en stemacteur. 

## Carrière
Fernandez begon in 1985 als stemacteur met acteren in de videospel Where in the World Is Carmen Sandiego?, waarna hij nog meerdere rollen speelde als acteur en stemacteur in videospellen, films en televisieseries. 

## Filmografie

### Films
Uitgezonderd korte films.
- 2022 The Valet - als Daniel
- 2020 Last Moment of Clarity – als Bill
- 2017 The Get – als Colin Harper
- 2017 Christmas Crime Story – als rechercheur Ambrozik
- 2016 Stevie D – als burgemeester Arturo Lopez
- 2012 The Man Who Shook the Hand of Vicente Fernandez – als bandiet / paramedicus
- 2011 Mamitas – als Alvaro Juarez
- 2011 Burn Notice: The Fall of Sam Axe – als Gregory Maitland
- 2010 The Rockford Files – als Doug Chapman
- 2009 Transformers: Revenge of the Fallen – als Joint Ops Staff
- 2008 Blue Blood – als Ozzie Vargas
- 2006 Tekkon kinkurîto – als Choco (Engelse stem)
- 2006 Sixty Minute Man – als Larry Fitzgerald
- 2004 Homeland Security – als speciaal agent Roland
- 2003 The Animatrix – als Tom (stem)
- 2001 Final Fantasy: The Spirits Within – als monteur ruimtestation (stem)
- 2001 The Barrio Murders – als Mike
- 2000 Gen¹³ – als stem
- 2000 Vampire Hunter D: Bloodlust – als Kyle (stem)
- 1998 Golgo 13: Queen Bee – als Engelse stem
- 1997 Prinses Mononoke – als Engelse stem
- 1996 Hak hap – als Tony (stem)
- 1996 Hurricane Polymar – als Hurricane Polymar / Takeshi (stemmen)

### Televisieseries
Uitgezonderd eenmalige gastrollen.
- 2021-2023 Mayans M.C. - als Diaz - 7 afl.
- 2019-2023 Good Trouble – als Hugo Martinez – 7 afl.
- 2022-2023 Big Sky - als Winston Turner - 3 afl.
- 2022 SEAL Team - als admiral Rivas - 3 afl.
- 2022 American Gigolo - als Panish - 8 afl.
- 2020 Barbarians - als Golmad - 4 afl.
- 2016-2019 Jane the Virgin – als pastoor Gustavo – 3 afl.
- 2019 The OA – als Rob Blindheim – 3 afl.
- 2017-2018 Runaways – als rechercheur Flores – 6 afl.
- 2018 Code Black – als dr. Oscar Avila – 2 afl.
- 2017-2018 Grey's Anatomy – als FBI agent Heyward – 2 afl.
- 2016 Lucifer – als deputy Warden Perry Smith – 2 afl.
- 2015 True Detective – als James O'Neal – 3 afl.
- 2013-2015 Devious Maids – als Pablo Diaz – 9 afl.
- 2015 State of Affairs – als FBI agent Mike Hernandez – 2 afl.
- 2014 Killer Women – als Luis Zea – 8 afl.
- 2013 The Bridge – als Richard Heller – 3 afl.
- 2013 Dallas – als Roy Vickers – 8 afl.
- 2011 NCIS – als Joseph Flores – 2 afl.
- 2011 Off the Map – als Guillermo Mendez – 2 afl.
- 2008 Army Wives – als Paolo Ruiz – 2 afl.
- 2007 Prison Break – als kapitein Hurtado – 3 afl.
- 2006-2007 The Nine – als de burgemeester – 2 afl.
- 2006-2007 Shark – als Norman Saunders – 2 afl.
- 2005-2006 Commander in Chief – als Anthony Prado – 5 afl.
- 2005 E-Ring – als Jose Aguilar – 2 afl.
- 2004-2005 Without a Trace – als Rafael Alvarez – 2 afl.
- 2005 The Shield – als Bob Mamyn – 2 afl.
- 1997-1999 Spawn – als stem – 6 afl.
- 1999 Pet Shop of Horrors – als Leon (stem) – 4 afl.
- 1998-1999 Melrose Place – als Ed Carson – 2 afl.

### Computerspellen
- 2023 Crash Team Rumble - als Uka-Uka
- 2022 Far Cry 6: The Vanishing - als Juan Cortez
- 2021 Far Cry 6 - als Juan Cortez
- 2020 Call of Duty: Black Ops Cold War – als stem
- 2018 The Walking Dead: The Final Season – als Abel
- 2016 Skylanders: Imaginators – als Uka-Uka
- 2016 ReCore – als Victor / Roldan
- 2011 Star Wars: The Old Republic – als dr. Addy Ingrol
- 2011 Driver: San Francisco – als stem
- 2011 F.E.A.R. 3 – als stem
- 2011 Socom 4: U.S. Navy Seals – als ClawHammer soldaat
- 2010 Call of Duty: Black Ops – als stem
- 2010 MAG: Massive Action Game – als Volar commandant
- 2009 Final Fantasy XIII – als cocoon bewoner
- 2009 Brütal Legend – als Mangus
- 2009 Indiana Jones and the Staff of Kings – als Pillager
- 2008 Quantum of Solace – als generaal Medrano
- 2008 Saints Row 2 – als hispanic man
- 2008 Mercenaries 2: World in Flames – als Diaz
- 2006 Tom Clancy's Splinter Cell: Double Agent – als stem
- 2006 Just Cause – als stem
- 2006 Saints Row – als Lorenzo
- 2006 Dead Rising – als Carlito Keyes
- 2006 Syphon Filter: Dark Mirror – als stem
- 2006 Baten Kaitos Origins - als Bein
- 2004 EverQuest II – als mannelijke Gnoll
- 2004 Crash Twinsanity – als Uka-Uka / boer Ernest
- 2003 James Bond 007: Everything or Nothing – als de generaal
- 2003 Final Fantasy X-2 – als Guado
- 2001 Final Fantasy X – als Guado
- 1996 Top Gun: Fire at Will - als stem
- 1985 Where in the World Is Carmen Sandiego? – als de chief

- Bibliothèque nationale de France: cb14560907q (data)
- International Standard Name Identifier: 0000 0000 0309 797X
- Virtual International Authority File: 24842691